# Cap de Santes Creus
El cap de Santes Creus és un espai situat just al sud de l'Ametlla de Mar, al sector meridional de la costa catalana. És un espai representatiu del medi litoral i potser un dels millors representants dels trams de la costa rocosa del litoral del migjorn català.
Comprèn una estreta faixa, entre el cap de Santes Creus i el nord del cap Roig, que limita a l'interior amb els conreus de secà propis del país de la màquia litoral, o amb elements d'origen antròpic (via del tren, carreteres, edificacions, etc.). El llindar litoral d'aquest espai conserva encara un important grau de naturalitat i presenta valors paisatgístics i biològics molt remarcables; representatius de la costa tarragonina compresa entre Salou i l'Ampolla.
Són molt interessants els elements següents: els afloraments de quaternari marí en què es poden reconèixer els diferents ambients sedimentaris litorals, així com els sistemes terrestres que hi limiten. Es tracta de l'únic espai amb samaruc i amb l'invertebrat endèmic Dendarus schusteri.

## Medi físic
El Cap de Santes Creus es caracteritza per un tram de costa baixa, fortament batuda per les aigües marines i amb una important dinàmica litoral que discorre per diferents formacions.
Al nord de la punta de l'Àliga, l'Espai està assentat sobre bretxes d'origen continental (ventall al·luvial); cap al sud, sobre calcàries i margocalcàries de l'Aptià i, al sector del cap Roig, apareixen els conglomerats vermells que constitueixen una unitat de relleu de notables valors estètics i paisatgístics.
A l'indret del Morro del Gos hi ha un dels més complets afloraments del quaternari marí (tirrenià), en el qual es poden reconèixer els diferents ambients sedimentaris litorals, de platja, eòlic i fluvial. Els trams rocosos de la costa alternen amb petites cales de platges sorrenques i codoloses, que formen barratges a la desembocadura d'alguns torrents i originen alguns estanys salabrosos.
- Impacte:Hi ha una accentuada pressió turística a les àrees perimetrals extremes, cosa que determina una degradació continuada del paisatge i dels sistemes naturals. Aquest és un Espai amb sistemes naturals molt fràgils i sotmès a una forta pressió antròpica.

- Vulnerabilitat natural: Els sistemes naturals de la contrada, amb penya-segats, platges i estanys, així com les diverses espècies que hi viuen, són molt fràgils a les alteracions. Per exemple, el samaruc es mostra molt vulnerable a la competència d'espècies introduïdes, com la gambússia (Gambussia affinis). D'altra banda, les biocenosis de fons marí són també fràgils i vulnerables.[1]

## Biodiversitat
La funció principal dels espais naturals protegits de Catalunya és conservar mostres representatives de la fauna, la flora i els hàbitats propis del territori, de manera que es puguin desenvolupar els processos ecològics que donen lloc a la biodiversitat (l'àmplia varietat d'ecosistemes i éssers vius: animals, plantes, els seus hàbitats i els seus gens).
Aquest Espai és un dels millors representants dels trams de costa rocosa del litoral del migjorn català. És una àrea d'especial interès perquè és dels pocs espais meridionals amb samaruc i amb l'invertebrat endèmic Dendarus schusteri.